# セイフウェイ
セイフウェイ（Safeway、NYSE: SWY）は、カリフォルニア州プレザントン（アラメダ郡）を本拠とする、以前はアメリカ合衆国で第2位のスーパーマーケット・チェーンであった。日本国内ではセーフウェイと記述されることもある。
アメリカ合衆国の小売業としては第10位の規模で、アメリカ合衆国西部とカナダ西部を中心に、合計1700店舗以上を展開（公式サイト・店舗所在地と店舗数）していた時があったが、2015年1月以来、プライベート・エクイティ・ファンドのサーベラス・キャピタル・マネジメントに売却されて、アルバートソン（Albertsons、本社：アイダホ州ボイジー）の子会社になって、最近に店舗数は266店に縮小している。

## 歴史
メリルリンチ社が1926年、アイダホ州で1915年に創業し、アメリカ合衆国西海岸北部を中心に673店舗を展開していたスーパーマーケット「Skaggs Stores」と、ロサンゼルスで1920年に創業し、南カリフォルニアを中心に322店舗を展開していたスーパーマーケット「Sam Seelig」を合併させ、スーパーマーケット・チェーン「セイフウェイ」が設立された。
その後、メリルリンチの資金を背景に急速に規模を拡大し、ピーク時の1931年には3,527店舗を有していた。アメリカ合衆国外にも店舗を広げ、1929年にはカナダ、1962年にイギリス、1963年にオーストラリア、1964年にドイツに進出するなどしている。

### 経営不振と売却
1986年にアメリカ合衆国の投資会社であるコールバーグ・クラビス・ロバーツにより55億ドルで友好的に買収された。これは米国の投資家による敵対的買収から経営陣を守るためであった。その後、1990年に再び公開企業に戻った。

## 日本との関係
1962年に住友商事と提携。合弁事業により1963年、東京都世田谷区野沢に食料品スーパーを開店した。
反対運動などを受け、日本での店舗展開は断念、1964年には住友商事との提携を解消した。合弁により設立された会社は現在、首都圏にチェーン展開するスーパーマーケット「サミットストア」となっている。

## その他
現在大規模グロサリー・ストア（食料品スーパーマーケット）チェーンとなった「ホールフーズ・マーケット」は創業当時、「Safeway」をもじった「SaferWay」という名称であった。